# Vuojatsavon
Vuojatsavon är en sjö i Arjeplogs kommun i Lappland och ingår i Piteälvens huvudavrinningsområde. Sjön har en area på 0,988 kvadratkilometer och ligger 553,3 meter över havet. Vuojatsavon ligger i Piteälven Natura 2000-område. Sjön avvattnas av vattendraget Piteälven.

## Delavrinningsområde
Vuojatsavon ingår i det delavrinningsområde (742345-154722) som SMHI kallar för Nedlagd mätstation. Medelhöjden är 867 meter över havet och ytan är 17,57 kvadratkilometer. Räknas de 40 avrinningsområdena uppströms in blir den ackumulerade arean 641,79 kvadratkilometer. Avrinningsområdets utflöde Piteälven mynnar i havet. Avrinningsområdet består mestadels av skog (24 procent) och kalfjäll (70 procent). Avrinningsområdet har 0,99 kvadratkilometer vattenytor vilket ger det en sjöprocent på 5,6 procent.